# Yavaraté
Yavaraté là một khu tự quản thuộc tỉnh Vaupés, Colombia. Thủ phủ của khu tự quản Yavaraté đóng tại Yavaraté Khu tự quản Yavaraté có diện tích  ki lô mét vuông. Đến thời điểm ngày 28 tháng 5 năm 2005, khu tự quản Yavaraté có dân số 1345 người.